# Emanuel Schäfer
Emanuel Viktor Paul Schäfer, född 20 april 1900 i Hultschin, Provinsen Schlesien, död 4 december 1974, var en tysk promoverad jurist och SS-Oberführer. Under andra världskriget var han bland annat chef för en mobil insatsgrupp i Polen och senare chef för Sicherheitspolizei (Sipo) och Sicherheitsdienst (SD), SS:s säkerhetstjänst, i Belgrad.

## Biografi
Schäfer växte upp i en katolsk familj i Schlesien. Under första världskrigets sista månader tjänstgjorde han i ett infanteriregemente. År 1919 ingick han i gränsbevakningen i Oberschlesien och deltog i kväsandet av det första polska upproret. Det område där Schäfer bodde inkorporerades i det polska riket efter första världskriget och han blev polsk medborgare innan han naturaliserades 1925. År 1920 inledde Schäfer juridikstudier vid Breslaus universitet. Som medlem av ett studentkompani bekämpade han polska insurgenter vid St. Annaberg. Under 1920-talets första år var Schäfer medlem av Marinebrigade Ehrhardt, som 1919 hade deltagit i kväsandet av Bayerska rådsrepubliken. I mars 1925 inträdde han i den paramilitära organisationen Stahlhelm, som ville skapa ett stortyskt rike och bekämpa det judiska inflytandet. I augusti samma år lade Schäfer fram sin avhandling Die Pflichten des Pfandgläubigers och promoverades till juris doktor. Schäfer kom att verka vid kriminalpolisen i Potsdam och kom där i kontakt med Nationalsocialistiska tyska arbetarepartiet (NSDAP). I mars 1928 lämnade han Stahlhelm och en månad senare utträdde han ur Katolska kyrkan och blev protestant. Schäfer avslutade sin polisutbildning och anställdes vid Breslaus polisdirektion. År 1931 blev Schäfer Förderndes Mitglied der SS, stödjande medlem i SS.
Den 30 januari 1933 utnämndes Adolf Hitler till Tysklands rikskansler. Schäfer blev medlem i SA och utnämndes den 20 april till SA-Truppführer. Året därpå befordrades han till SA-Obertruppführer och ledare för Gestapo i Regierungsbezirk Oppeln. Schäfer inträdde dock inte i SS förrän 1936 och uppnådde 1938 tjänstegraden Hauptsturmführer. Den 31 augusti 1939, dagen innan andra världskriget utbröt, var Schäfer involverad i Gleiwitzincidenten, som av Nazityskland användes som ett av skälen för att inleda krigshandlingarna.

### Einsatzgruppen i Polen
Den 1 september 1939 anföll Tyskland Polen och andra världskriget inleddes. Efter de avancerande tyska arméerna följde särskilda mobila insatsgrupper, Einsatzgruppen, vilka inom ramen för Operation Tannenberg hade i uppdrag att mörda polsk intelligentia, det vill säga politiker, präster, aristokrater, läkare, jurister, lärare med flera. Adolf Hitler hade för avsikt att utplåna Polens härskarklass för att därmed ”hugga huvudet av den polska nationen”. Därtill inledde insatsgrupperna massmordet på polska judar. Schäfer utnämndes till befälhavare för Einsatzgruppe II, som följde 10:e tyska armén under befäl av Walter von Reichenau och opererade i bland annat Opole, Radomsko och Końskie. Den 7 september intogs Częstochowa och armén överlämnade ett fångläger Schäfers Einsatzgruppe. Fem dagar senare, den 12 september, fick en underrättelseofficer vid Armégrupp Süd, major Rudolf Langhäuser, kännedom om att 180 polska civila i lägret skulle skjutas och ordnade omedelbart med att armén återtog kontrollen över lägret. Langhäuser konfronterade Schäfer med informationen och denne förklarade att han mottagit en order från Himmler att alla misstänkta motståndsmän skulle arkebuseras. Armén kände inte till denna order, men fick det kort därefter bekräftat att Einsatzgruppen och ordningspolisens kommendörer i Polen hade instruerats att utan rättegång avrätta motståndsmän.
Den 21 september 1939 närvarade Schäfer vid ett möte i Berlin sammankallat av Reinhard Heydrich. Vid mötet, som även bevistades av bland andra Adolf Eichmann, informerade Heydrich de församlade om vad som skulle ske med judarna i Polen. Samtliga judar skulle föras samman i getton i större städer som var järnvägsknutpunkter. Enligt Heydrich var denna åtgärd den första fasen i förverkligandet av det slutgiltiga målet och ordern skulle omges av största sekretess. Heydrich specificerade inte vad han menade med ”det slutgiltiga målet”, men att dess genomförande krävde ytterligare planering. Ordern nämner inget om någon fysisk förintelse av judarna, men den betonar att gettona endast var en provisorisk lösning.

### Gestapo
Efter det polska fälttågets avslutning i oktober 1939 utsågs Schäfer till Gestapo-chef i Kattowitz. Schäfer avlöstes i oktober 1940 av Otto Sens och övertog ledningen för Gestapo i Köln. Ett år senare, i oktober 1940, organiserade Schäfer deportationen av omkring 3 000 judar från Köln till Auschwitz och andra koncentrationsläger.

### Serbien
I april 1941 angrep Tyskland Jugoslavien och landet hamnade under tysk ockupation. I januari 1942 efterträdde Schäfer Wilhelm Fuchs som befälhavare för Sicherheitspolizei (Sipo) och Sicherheitsdienst (SD) i Serbien. I slutet av nämnda månade befordrades Schäfer till Standartenführer. Reinhard Heydrich, chef för Reichssicherheitshauptamt (RSHA), Tredje rikets säkerhets- och underrättelseministerium, var missnöjd med Fuchs insatser och uppmanade Schäfer att skapa en effektivare organisation. Detta var särskilt viktigt beträffande partisanbekämpningen. Schäfer organiserade sitt ämbetsområde enligt följande:
- Avdelning I: Personal och organisation
- Avdelning II: Förvaltning och registratur
- Avdelning III: Inrikes underrättelsetjänst (SD)
- Avdelning IV: Gestapo, chef Bruno Sattler
- Avdelning V: Kriminalpolizei
- Avdelning VI: Utrikes underrättelsetjänst (SD)

Under en kort period år 1945 var Schäfer befälhavare för Sicherheitspolizei och Sicherheitsdienst i Trieste.

### Efter andra världskriget
Efter Tysklands kapitulation i maj 1945 anslöt sig Schäfer till en Wehrmachtenhet och skaffade sig falska identitetshandlingar; han antog det fingerade namnet "Dr. Ernst Schleiffer". Efter en kortare tid i ett amerikanskt krigsfångeläger bosatte han sig i Sauerland och arbetade i färg- och lackbranschen. År 1949 flyttade han till Köln, där han greps i april 1951. I juni samma år dömdes Schäfer av en domstol i Bielefeld till ett år och nio månaders fängelse för sitt medlemskap i Gestapo och Sicherheitsdienst. Dessa två organisationer hade av Internationella militärtribunalen i Nürnberg förklarats som brottsliga.
Den 20 juni 1953 dömde Landgericht Köln Schäfer i egenskap av befälhavare för Sicherheitspolizei och Sicherheitsdienst i Serbien till sex år och sex månaders fängelse. Han fälldes för medhjälp till mord på fler än 5 000 judar i koncentrationslägret Sajmište, även benämnt Semlin Judenlager. Sicherheitsdienst i Serbien förfogade över en gasvagn, i vilken man mördade kvinnor och barn.
I november 1953 dömdes Schäfer tillsammans med Kurt Matschke och Franz Sprinz för medverkan vid deportationen av fler än 11 500 judar från Köln till bland annat Łódź, Riga, Minsk och Auschwitz. Schäfer dömdes till ett års fängelse, medan Matschke och Sprinz fick två respektive tre års fängelse.

### Personlighet
Enligt SS register uppvisade Schäfer stark energisk vilja, utmärkt intelligens och en solid nationalsocialistisk världsåskådning. Han var därtill felfri i sitt uppförande, såväl i som utanför tjänsten.
Schäfer gifte sig 1928. Paret fick en dotter (född 1929) och en son (född 1935).

## Befordringshistorik
| Datum             | Tjänstegrad            |
| ----------------- | ---------------------- |
| 20 april 1933     | SA-Truppführer         |
| 1 september 1933  | Kriminalrat            |
| 1934              | SA-Obertruppführer     |
| 1935              | SA-Sturmführer         |
| 1936              | SS-Untersturmführer    |
| 20 april 1937     | SS-Obersturmführer     |
| 1 augusti 1938    | SS-Hauptsturmführer    |
| 9 november 1938   | SS-Sturmbannführer     |
| 10 september 1939 | SS-Obersturmbannführer |
| 30 januari 1942   | SS-Standartenführer    |
| 21 juni 1943      | SS-Oberführer          |

## Utmärkelser
- Järnkorset av första klassen
- Järnkorset av andra klassen
- Krigsförtjänstkorset av första klassen med svärd
- Krigsförtjänstkorset av andra klassen med svärd
- SS Hederssvärd
- SS-Ehrenring (Totenkopfring)